# Twan Poels
Twan Poels (Oeffelt, 27 luglio 1963) è un ex ciclista su strada olandese.
Professionista dal 1985 al 1992, prese a parte alla corsa in linea delle Olimpiadi del 1984 (senza terminarla), nonché a cinque Tour de France, tutti completati.

## Palmarès
- 1986 (Kwantum-Hallen, due vittorie)

Profronde Maarheeze (criterium)
1ª tappa Giro dei Paesi Bassi

## Piazzamenti

### Grandi Giri
- Tour de France

1986: 65º
1988: 127º
1989: 113º
1990: 115º
1991: 154º

### Classiche monumento
- Milano-Sanremo

1986: 112º
- Parigi-Roubaix

1986: 47º

### Competizioni mondiali
- Giochi olimpici

Los Angeles 1984 - In linea: ritirato